# Liste der Landtagswahlkreise in Nordrhein-Westfalen 1966–1970
Die Liste der Landtagswahlkreise in Nordrhein-Westfalen 1966–1970 enthält alle Wahlkreise, die bei den Wahlen zum sechsten und siebten Landtag von Nordrhein-Westfalen verwendet wurden.
Gegenüber den vorherigen Wahlen veränderte sich die Einteilung zum Teil drastisch. Verschiedene Wahlkreise wurden aufgelöst oder zusammengelegt, andere neu errichtet. So gewann der Regierungsbezirk Aachen (der am 1. August 1972 aufgelöst und in den Regierungsbezirk Köln eingegliedert wurde) einen Wahlkreis hinzu, der Regierungsbezirk Düsseldorf zwei. Der Regierungsbezirk Detmold dagegen verlor drei Wahlkreise.
Von nun an wurde anhand des Wahlkreisnamens auch in Landkreisen nicht mehr erkennbar, wo genau sich das Gebiet des Wahlkreises befand. Es wurden durchgängig, sowohl in kreisfreien Städten als auch in Landkreisen römische Zahlen anstelle von zum Beispiel Himmelsrichtungen verwendet. Diese Namensgebung gilt auch für die heutigen Wahlkreise.
Die Neueinteilung blieb auch für die Landtagswahl 1970 bestehen, trotz einiger kommunaler Neuordnungen. So wurden viele neue Gemeinden und Kreise von den Wahlkreisgrenzen durchschnitten. Die Neueinteilung zur Wahl 1975 berücksichtigte diese Neugliederungen nur punktuell, siehe dazu Liste der Landtagswahlkreise in Nordrhein-Westfalen 1975.
Die nachfolgende Aufzählung der Gemeinden ist möglicherweise nicht vollständig.
Bei der Wahlkreiseinteilung wird nicht die am 1. Oktober 1969 erfolgte Umbenennung aller Landkreise in Nordrhein-Westfalen berücksichtigt. Sie sind seitdem Kreise.

## Wahlkreiseinteilung
| Nr.                         | Wahlkreis                         | Gebiet |
| --------------------------- | --------------------------------- | --- |
| Regierungsbezirk Aachen     |                                   | |
| 1                           | Aachen-Stadt I                    | Kreisfreie Stadt Aachen (nordwestl. Teil) |
| 2                           | Aachen-Stadt II                   | Kreisfreie Stadt Aachen (südöstl. Teil) |
| 3                           | Aachen-Land I                     | vom Landkreis Aachen: Alsdorf, Bardenberg, Broichweiden, Herzogenrath, Hoengen, Kinzweiler, Kohlscheid, Laurensberg, Merkstein, Richterich, Würselen                                        |
| 4                           | Aachen-Land II                    | vom Landkreis Aachen: Brand, Eilendorf, Eschweiler, Gressenich, Haaren, Kornelimünster, Stolberg, Walheim                                                                                   |
| 5                           | Geilenkirchen-Heinsberg           | Selfkantkreis Geilenkirchen-Heinsberg |
| 6                           | Erkelenz                          | Landkreis Erkelenz |
| 7                           | Jülich – Düren II                 | Landkreis Jülich, vom Landkreis Düren: Ämter Birkesdorf, Echtz, Langerwehe, Lucherberg und Merken                                                                                           |
| 8                           | Düren I                           | vom Landkreis Düren: Düren, Ämter Birgel, Kreuzau, Merzenich, Nideggen, Niederzier, Nörvenich, Straß-Bergstein und Vettweiß                                                                 |
| 9                           | Schleiden – Monschau              | Landkreis Monschau, Landkreis Schleiden |
| Regierungsbezirk Köln       |                                   | |
| 10                          | Euskirchen                        | Landkreis Euskirchen |
| 11                          | Bergheim                          | Landkreis Bergheim (Erft) |
| 12                          | Köln-Land I                       | vom Landkreis Köln: Brauweiler, Frechen, Hürth, Lövenich, Longerich, Pulheim, Sinnersdorf, Stommeln                                                                                         |
| 13                          | Köln-Land II                      | vom Landkreis Köln: Brühl, Rodenkirchen und Wesseling |
| 14                          | Köln-Stadt I                      | Teile von Köln (Innenstadt) |
| 15                          | Köln-Stadt II                     | Teile von Köln (linksrheinisch) |
| 16                          | Köln-Stadt III                    | Teile von Köln (linksrheinisch) |
| 17                          | Köln-Stadt IV                     | Teile von Köln (linksrheinisch) |
| 18                          | Köln-Stadt V                      | Teile von Köln (linksrheinisch) |
| 19                          | Köln-Stadt VI                     | Teile von Köln (rechtsrheinisch) |
| 20                          | Köln-Stadt VII                    | Teile von Köln (rechtsrheinisch) |
| 21                          | Bonn-Land I                       | vom Landkreis Bonn: Bad Godesberg, Beuel und das Amt Villip |
| 22                          | Bonn-Land II                      | vom Landkreis Bonn: Rheinbach, Ämter Bornheim, Duisdorf, Ludendorf, Meckenheim und Rheinbach-Land                                                                                           |
| 23                          | Bonn-Stadt                        | Kreisfreie Stadt Bonn |
| 24                          | Siegkreis I                       | vom Siegkreis: Bad Honnef am Rhein, Hennef, Königswinter, Sieglar, Uckerath, Ämter Königswinter-Land, Menden (Siegkreis), Niederkassel (Siegkreis), Oberkassel, Oberpleis                   |
| 25                          | Siegkreis II                      | vom Siegkreis: Dattenfeld, Eitorf, Herchen, Lauthausen, Much, Rosbach, Siegburg, Troisdorf, Wahlscheid, Ämter Lohmar, Neunkirchen, Ruppichteroth                                            |
| 26                          | Oberbergischer Kreis              | Oberbergischer Kreis |
| 27                          | Rheinisch-Bergischer Kreis I      | vom Rheinisch-Bergischen Kreis: Bensberg, Overath, Porz am Rhein, Rösrath, Amt Engelskirchen                                                                                                |
| 28                          | Rheinisch-Bergischer Kreis II     | vom Rheinisch-Bergischen Kreis: Bergisch Gladbach, Klüppelberg, Lindlar, Odenthal, Wipperfürth, Amt Kürten                                                                                  |
| Regierungsbezirk Düsseldorf |                                   | |
| 29                          | Grevenbroich I                    | vom Landkreis Grevenbroich: Büderich, Büttgen, Dormagen, Holzheim, Kaarst, Kleinenbroich, Neurath, Neukirchen, Zons, Ämter Glehn, Korschenbroich, Nievenheim, Norf                          |
| 30                          | Grevenbroich II                   | Landkreis Grevenbroich: Bedburdyck, Garzweiler, Grevenbroich, Gustorf, Hochneukirch, Jüchen, Rommerskirchen, Wevelinghoven, Wickrath, Ämter Evinghoven, Frimmersdorf, Hemmerden, Nettesheim |
| 31                          | Neuß                              | Kreisfreie Stadt Neuss |
| 32                          | Rheydt                            | Kreisfreie Stadt Rheydt |
| 33                          | Mönchengladbach I                 | Teile von Mönchengladbach |
| 34                          | Mönchengladbach II – Viersen      | Teile von Mönchengladbach, kreisfreie Stadt Viersen |
| 35                          | Kempen I                          | vom Landkreis Kempen-Krefeld: Amern, Boisheim, Bracht, Breyell, Brüggen, Dülken, Grefrath, Hinsbeck, Kaldenkirchen, Leuth, Lobberich, Süchteln, Waldniel                                    |
| 36                          | Kempen II                         | vom Landkreis Kempen-Krefeld: Anrath, Hüls, Kempen, Neersen, Oedt, Osterath, St. Hubert, Sankt Tönis, Schiefbahn, Schmalbroich, Tönisberg, Vorst, Willich und das Amt Lank                  |
| 37                          | Krefeld I                         | Kreisfreie Stadt Krefeld (nordwestl. Teil) |
| 38                          | Krefeld II                        | Kreisfreie Stadt Krefeld (südöstl. Teil) |
| 39                          | Geldern                           | Landkreis Geldern |
| 40                          | Kleve                             | Landkreis Kleve |
| 41                          | Moers I                           | vom Landkreis Moers: Kamp-Lintfort, Kapellen, Moers, Neukirchen-Vluyn, Rumeln-Kaldenhausen und das Amt Rheurdt                                                                              |
| 42                          | Moers II                          | vom Landkreis Moers: Homberg und Rheinhausen |
| 43                          | Moers III                         | vom Landkreis Moers: Borth, Budberg, Büderich, Marienbaum, Orsoy, Orsoy-Land, Rheinberg, Rheinkamp, Wardt, Xanten sowie die Ämter Alpen-Veen und Sonsbeck                                   |
| 44                          | Düsseldorf I                      | Teile von Düsseldorf |
| 45                          | Düsseldorf II                     | Teile von Düsseldorf |
| 46                          | Düsseldorf III                    | Teile von Düsseldorf |
| 47                          | Düsseldorf IV                     | Teile von Düsseldorf |
| 48                          | Düsseldorf V                      | Teile von Düsseldorf |
| 49                          | Düsseldorf VI                     | Teile von Düsseldorf |
| 50                          | Leverkusen                        | Kreisfreie Stadt Leverkusen |
| 51                          | Rhein-Wupper-Kreis I              | vom Rhein-Wupper-Kreis: Langenfeld, Monheim am Rhein und Opladen |
| 52                          | Rhein-Wupper-Kreis II             | vom Rhein-Wupper-Kreis: Bergisch Neukirchen, Burg an der Wupper, Burscheid, Hückeswagen, Leichlingen, Radevormwald, Witzhelden und das Amt Wermelskirchen                                   |
| 53                          | Remscheid                         | Kreisfreie Stadt Remscheid |
| 54                          | Solingen I                        | Solingen (südöstl. Teil) |
| 55                          | Solingen II                       | Solingen (nordwestl. Teil) |
| 56                          | Wuppertal I                       | Teile von Wuppertal |
| 57                          | Wuppertal II                      | Teile von Wuppertal |
| 58                          | Wuppertal III                     | Teile von Wuppertal |
| 59                          | Wuppertal IV                      | Teile von Wuppertal |
| 60                          | Düsseldorf-Mettmann I             | vom Landkreis Düsseldorf-Mettmann: Erkrath, Haan, Hilden, Mettmann und das Amt Gruiten |
| 61                          | Düsseldorf-Mettmann II            | vom Landkreis Düsseldorf-Mettmann: Heiligenhaus, Langenberg, Neviges und Velbert |
| 62                          | Düsseldorf-Mettmann III           | vom Landkreis Düsseldorf-Mettmann: Kettwig, Ratingen, Wülfrath sowie die Ämter Angerland und Hubbelrath                                                                                     |
| 63                          | Essen I                           | Teile von Essen |
| 64                          | Essen II                          | Teile von Essen |
| 65                          | Essen III                         | Teile von Essen |
| 66                          | Essen IV                          | Teile von Essen |
| 67                          | Essen V                           | Teile von Essen |
| 68                          | Essen VI                          | Teile von Essen |
| 69                          | Essen VII                         | Teile von Essen |
| 70                          | Mülheim I                         | Mülheim (Ruhr) (südl. Teil) |
| 71                          | Mülheim II                        | Mülheim (Ruhr) (nördl. Teil) |
| 72                          | Duisburg I                        | Teile von Duisburg |
| 73                          | Duisburg II                       | Teile von Duisburg |
| 74                          | Duisburg III                      | Teile von Duisburg |
| 75                          | Duisburg IV                       | Teile von Duisburg |
| 76                          | Duisburg V                        | Teile von Duisburg |
| 77                          | Oberhausen I                      | Kreisfreie Stadt Oberhausen (südl. Teil) |
| 78                          | Oberhausen II                     | Kreisfreie Stadt Oberhausen (nördl. Teil) |
| 79                          | Dinslaken                         | Landkreis Dinslaken |
| 80                          | Rees                              | Landkreis Rees |
| Regierungsbezirk Münster    |                                   | |
| 81                          | Borken – Bocholt                  | Landkreis Borken, Bocholt |
| 82                          | Ahaus                             | Landkreis Ahaus |
| 83                          | Steinfurt I                       | vom Landkreis Steinfurt: Elte, Emsdetten, Hembergen, Mesum, Rheine, Rheine links der Ems, Rheine rechts der Ems                                                                             |
| 84                          | Steinfurt II                      | vom Landkreis Steinfurt: Altenberge, Borghorst, Burgsteinfurt, Metelen, Neuenkirchen, Nordwalde, Wettringen, Ämter Horstmar, Laer, Ochtrup                                                  |
| 85                          | Tecklenburg                       | Landkreis Tecklenburg |
| 86                          | Warendorf – Beckum II             | Landkreis Warendorf, vom Landkreis Beckum: Ennigerloh, Neubeckum, Ämter Oelde, Sendenhorst, Vorhelm                                                                                         |
| 87                          | Beckum I                          | vom Landkreis Beckum: Ahlen, Beckum, Heessen, Ämter Ahlen, Beckum, Liesborn-Wadersloh |
| 88                          | Lüdinghausen                      | Landkreis Lüdinghausen |
| 89                          | Münster-Land                      | Landkreis Münster |
| 90                          | Münster-Stadt I                   | Kreisfreie Stadt Münster (südwestl. Teil) |
| 91                          | Münster-Stadt II                  | Kreisfreie Stadt Münster (nordöstl. Teil) |
| 92                          | Coesfeld                          | Landkreis Coesfeld |
| 93                          | Recklinghausen-Land I             | vom Landkreis Recklinghausen: Ahsen, Datteln, Flaesheim, Haltern, Oer-Erkenschwick sowie die Ämter Haltern und Waltrop                                                                      |
| 94                          | Recklinghausen-Land II            | vom Landkreis Recklinghausen: Hamm und Marl |
| 95                          | Recklinghausen-Land III           | vom Landkreis Recklinghausen: Altendorf-Ulfkotte, Herten, Kirchhellen, Polsum, Westerholt und das Amt Hervest-Dorsten                                                                       |
| 96                          | Recklinghausen-Stadt              | Kreisfreie Stadt Recklinghausen |
| 97                          | Gladbeck                          | Kreisfreie Stadt Gladbeck |
| 98                          | Bottrop                           | Kreisfreie Stadt Bottrop |
| 99                          | Gelsenkirchen I                   | Teile von Gelsenkirchen |
| 100                         | Gelsenkirchen II                  | Teile von Gelsenkirchen |
| 101                         | Gelsenkirchen III                 | Teile von Gelsenkirchen |
| Regierungsbezirk Arnsberg   |                                   | |
| 102                         | Wanne-Eickel                      | Kreisfreie Stadt Wanne-Eickel |
| 103                         | Herne                             | Kreisfreie Stadt Herne |
| 104                         | Wattenscheid                      | Kreisfreie Stadt Wattenscheid |
| 105                         | Bochum I                          | Teile von Bochum |
| 106                         | Bochum II                         | Teile von Bochum |
| 107                         | Bochum III                        | Teile von Bochum |
| 108                         | Castrop-Rauxel                    | Kreisfreie Stadt Castrop-Rauxel |
| 109                         | Dortmund I                        | Teile von Dortmund |
| 110                         | Dortmund II                       | Teile von Dortmund |
| 111                         | Dortmund III                      | Teile von Dortmund |
| 112                         | Dortmund IV – Lünen               | Teile von Dortmund, kreisfreie Stadt Lünen |
| 113                         | Dortmund V                        | Teile von Dortmund |
| 114                         | Dortmund VI                       | Teile von Dortmund |
| 115                         | Unna I                            | vom Landkreis Unna: Herringen sowie die Ämter Pelkum und Rhynern |
| 116                         | Unna II                           | vom Landkreis Unna: Kamen, Unna sowie die Ämter Fröndenberg und Unna-Kamen |
| 117                         | Hamm                              | Kreisfreie Stadt Hamm |
| 118                         | Soest                             | Landkreis Soest |
| 119                         | Lippstadt                         | Landkreis Lippstadt |
| 120                         | Arnsberg                          | Landkreis Arnsberg |
| 121                         | Iserlohn-Land I                   | vom Landkreis Iserlohn: Hohenlimburg, Letmathe, Schwerte sowie die Ämter Ergste und Westhofen                                                                                               |
| 122                         | Iserlohn-Stadt – Iserlohn-Land II | Iserlohn, vom Landkreis Iserlohn: Menden (Sauerland) sowie die Ämter Hemer und Menden (Sauerland)                                                                                           |
| 123                         | Hagen I                           | Kreisfreie Stadt Hagen (westl. Teil) |
| 124                         | Hagen II                          | Kreisfreie Stadt Hagen (östl. Teil) |
| 125                         | Witten                            | Kreisfreie Stadt Witten |
| 126                         | Ennepe-Ruhr-Kreis I               | vom Ennepe-Ruhr-Kreis: Ennepetal, Gevelsberg, Schwelm sowie die Ämter Breckerfeld und Haßlinghausen                                                                                         |
| 127                         | Ennepe-Ruhr-Kreis II              | vom Ennepe-Ruhr-Kreis: Hattingen, Herbede, Herdecke, Wetter (Ruhr), Ämter Blankenstein, Hattingen-Land, Volmarstein                                                                         |
| 128                         | Altena-Land I                     | vom Landkreis Altena: Altena, Herscheid, Nachrodt-Wiblingwerde, Plettenberg, Werdohl sowie die Ämter Meinerzhagen und Neuenrade                                                             |
| 129                         | Lüdenscheid – Altena-Land II      | Kreisfreie Stadt Lüdenscheid, vom Landkreis Altena: Ämter Halver, Kierspe und Lüdenscheid                                                                                                   |
| 130                         | Olpe                              | Landkreis Olpe |
| 131                         | Siegen-Stadt – Siegen-Land I      | Siegen, vom Landkreis Siegen: Ämter Eiserfeld, Freudenberg, Weidenau |
| 132                         | Siegen-Land II                    | vom Landkreis Siegen: Hilchenbach, Ämter Burbach, Ferndorf, Keppel, Netphen, Wilnsdorf |
| 133                         | Meschede – Wittgenstein           | Landkreis Meschede, Landkreis Wittgenstein |
| 134                         | Brilon                            | Landkreis Brilon |
| Regierungsbezirk Detmold    |                                   | |
| 135                         | Büren – Warburg                   | Landkreis Büren, Landkreis Warburg |
| 136                         | Höxter                            | Landkreis Höxter ohne Amt Lügde, vom Landkreis Detmold: Grevenhagen |
| 137                         | Paderborn I                       | Landkreis Paderborn ohne Amt Delbrück |
| 138                         | Wiedenbrück I – Paderborn II      | vom Landkreis Wiedenbrück: Nordrheda-Ems, Rheda, Wiedenbrück, Ämter Herzebrock, Reckenberg, Rietberg, vom Landkreis Paderborn: Amt Delbrück                                                 |
| 139                         | Wiedenbrück II                    | vom Landkreis Wiedenbrück: Gütersloh sowie die Ämter Avenwedde und Verl |
| 140                         | Bielefeld-Stadt I                 | Kreisfreie Stadt Bielefeld (nordwestl. Teil) |
| 141                         | Bielefeld-Stadt II                | Kreisfreie Stadt Bielefeld (südöstl. Teil) |
| 142                         | Bielefeld-Land I                  | vom Landkreis Bielefeld: Brackwede, Gadderbaum, Amt Heepen sowie vom Amt Brackwede die Gemeinden Quelle, Senne I, Senne II, Ummeln                                                          |
| 143                         | Halle – Bielefeld-Land II         | Landkreis Halle, vom Landkreis Bielefeld: Ämter Dornberg und Jöllenbeck sowie vom Amt Brackwede die Gemeinden Ebbesloh, Hollen, Holtkamp, Isselhorst, Niehorst                              |
| 144                         | Herford-Stadt – Herford Land I    | Herford, vom Landkreis Herford: Ämter Enger, Herford-Hiddenhausen, Vlotho |
| 145                         | Herford-Land II                   | vom Landkreis Herford: Bünde, Ämter Ennigloh, Kirchlengern, Löhne, Rödinghausen, Spenge |
| 146                         | Lübbecke                          | Landkreis Lübbecke |
| 147                         | Minden I                          | vom Landkreis Minden: Minden, Ämter Hartum, Petershagen, Windheim |
| 148                         | Minden II                         | vom Landkreis Minden: Bad Oeynhausen, Ämter Dützen, Hausberge, Rehme |
| 149                         | Detmold                           | Landkreis Detmold ohne Grevenhagen, vom Landkreis Höxter: Amt Lügde |
| 150                         | Lemgo                             | Landkreis Lemgo |